# Kahnläufer
Die Kahnläufer, Kreiselkäfer oder Breithalsläufer (Calathus) sind eine Gattung von Käfern innerhalb der Familie der Laufkäfer (Carabidae). In Europa ist die Gattung mit 82 Arten vertreten, davon kommen in Mitteleuropa neun Arten vor. 

## Merkmale
Die Käfer werden zwischen 6 und 14 Millimeter lang und besitzen meist einen schwarz gefärbten Körper, der länglich oval geformt ist.   Ihre Stirn besitzt keine roten Flecken, was sie von den Fluchtkäfern (Dolichus) unterscheidet. Ihr Halsschild ist meist rechteckig geformt. Die Klauen sind auf der Innenseite kammartig gezähnt, Die Epipleuren der Deckflügel sind vor der Spitze nicht gekreuzt. Die Tarsen und Schienen (Tibiae) der Hinterbeine sind etwa gleich lang. 

## Vorkommen und Lebensweise
Die Tiere leben in Wäldern und auf Feldern, insbesondere auf sandigen Böden. Sie sind zwischen März und Oktober in ganz Mitteleuropa häufig zu finden. Die Überwinterung findet als Larve statt, die Imagines schlüpfen im Frühjahr. 

### Arten (Auswahl)
- Breithalsiger Kahnläufer (Calathus ambiguus) (Paykull, 1790)
- Sand-Kahnläufer (Calathus cinctus) (Motschulsky, 1850)
- Schmalhalsiger Kahnläufer (Calathus erratus ) (C.R. Sahlberg, 1827)
- Großer Kahnläufer oder Braunfüßiger Breithalskäfer (Calathus fuscipes) (Goeze, 1777)
- Rothals-Kahnläufer oder Schwarzköpfiger Breithalsläufer (Calathus melanocephalus) (Linné, 1758)
- Kleiner Kahnläufer (Calathus micropterus) (Duftschmid, 1812)
- Calathus mollis (Marsham, 1802)
- Wald-Kahnläufer (Calathus rotundicollis) Dejean, 1828